# Maloni Bole
Maloni Bole (ur. 22 listopada 1968 w Suvie) – fidżyjski lekkoatleta, olimpijczyk.

## Kariera
Wystąpił na Letnich Igrzyskach Olimpijskich 1988 w biegach na 100 m i 200 m, odpadając na obu dystansach w eliminacjach. Na krótszym osiągnął czas 11,19, zajmując ostatnie miejsce w swoim wyścigu (uzyskał 89. rezultat wśród 100 sklasyfikowanych sprinterów). Bieg na 200 m przebiegł w czasie 22,44 – w wyścigu eliminacyjnym wyprzedził Haitańczyka Claude’a Roumaina, zaś w całych eliminacjach jego czas był 63. rezultatem (wśród 71 sklasyfikowanych biegaczy).
W 1986 roku uczestniczył w igrzyskach Wspólnoty Narodów. Odpadł w eliminacjach biegu na 200 m (22,20) i w półfinale wyścigu na 100 m (10,96). Zajął 4. miejsce w sztafecie 4 × 100 m (43,11), jednak Fidżi wyprzedziło wyłącznie zdyskwalifikowaną sztafetę australijską.
Wziął udział w Igrzyskach Południowego Pacyfiku 1987. Odpadł w eliminacjach biegu na 100 m (11,48), ponadto nie ukończył finału w sztafecie 4 × 100 metrów.
Rekordy życiowe: bieg na 100 m – 10,96 (1986), bieg na 200 m – 22,15 (1986).